# Іван Віанней
Іван Батист Марія Віанней (фр. Jean Baptiste Marie Vianney, Жан-Марі Віанней, Арський пастир, кюре із Арсу; 8 травня 1786, Дардії — 4 серпня 1859, Арс) — католицький святий, що вважається взірцем парафіяльного священника. Його 41 річна діяльність у парафії Арс-ен-Домбе (фр. Ars-en-Dombes, нині Арс-сюр-Форман фр. Ars-sur-Formans) отримала загальносвітову відомість завдяки своїй безкомпромісності та спалаху християнської духовності тамтешньої спільноти.

## Ранні роки

вид на Дардії місце народження Жана-Марі Віаннея

Іван-Марія (Жан-Марі) Віанней народився 8 травня 1786 року в сім'ї селян у містечку Дардії коло Ліона. Він був четвертою із шести дітей Матвія Віаннея та Марі Белюз. Дитинство Жана-Марі припадає на драматичні роки Великої французької революції, коли католицька церква опинилась під рядом заборон та переслідувань. На той час у революційній Франції діяв спеціальний порядок церковного устрою, що мав назву Цивільного устрою духовенства, який передбачав присягу світській владі та був засуджений папою. У глибоко релігійних колах священники, що відмовились від присяги і вели підпільні служби, вважались істинно католицькими і саме до такого священника стала ходити сім'я Віаннеїв. В умовах підпілля, Жан-Марі прийняв перше причастя у 14-річному віці під час служби за заштореними вікнами будинку місцевого графа в Екюллі. Досвід контакту із священниками, які продовжували свою діяльність незважаючи на смертельну небезпеку, сприяв розвитку в сім'ї Віаннеїв особливої шани до священницького покликання. Певний час подружжя Віаннеїв навіть переховувало у себе одного із переслідуваних священників — отця Гробо, який став першим сповідником Жана-Марі.
 
У 1802 році консул Наполеон Бонапарт відновив повноцінне функціонування церкви у Франції, після чого релігійне життя Дардії повернулось до свого нормального русла, а разом із тим в містечку знову з'явилась можливість набувати освіту. У 20-річному віці Жан-Марі, який вже давно визначився із своїм священницьким покликанням, став відвідувати церковну школу в сусідньому селі Екюллі, а через рік був миропомазаний із додаванням імені Батіст. Школа в Екюллі мала готувати кандидатів до священнства та вступу в Ліонську семінарію, однак, очевидно через тривалу відсутність освіти у ранні роки, навчання давалось Жану-Марі дуже важко. Проблеми у школі навіть стають мотивом 200-кілометрового паломництва до мощей св. Франсуа Реджиса, у яке Жан відправляється без запасу їжі, живучи лише на милостиню. Попри неуспіхи у навчанні, куратор школи отець Баллє поблажливо ставився до Жана-Марі, з огляду на його побожність, умертвлення та палке бажання стати священником.

## Втеча з армії
Навчання у школі було перервано призовом до війська у 1809 році, котре Наполеон збирав для походу на Іспанію. Неможливо однозначно сказати чи було уникнення армії добровільним вчинком Жана-Марі чи просто збігом обставин. Через два дні після прибуття на збірний пункт у Ліон Жан-Марі повідомив про хворобу і був переведений у госпіталь, де він перебував поки його призовна група не покинула місто. Виписаний з госпіталю він був призначений до іншої групи від якої відстав, зайшовши помолитись до церкви. В цей час, згідно з власними спогадами, він зустрів юнака, який пообіцяв допомогти дістатись групи, натомість завівши його до одного із сіл глибоко в горах, де переховувались дезертири. Жан-Марі залишався там впродовж 14 місяців. Він прибрав собі ім'я Жерома Вінсента та мешкав у домі вдови Клавдії Файо — матері чотирьох дітей. Під новим іменем він відкрив школу для сільських дітей. Після того як зійшов сніг, що відрізав село від зовнішнього світу, почались жандармські рейди із пошуків дезертирів, під час яких Віаней переховувався у копиці сіна. Декрет Наполеона про амністію всіх дезертирів дозволив Віаннею повернутись до своєї школи в Екюллі. Однак, місцеві влада поставивши під сумнів непричетність батька Жана-Марі до його дезертирства наклала великий штраф, котрого вдалось уникнути тільки відправивши до війська їх молодшого сина Франсуа, який згодом загинув. У цей час помирає мати Марі Белюз і починається охолодження стосунків із батьком, викликане дезертирством та клопотами, які воно завдало сім’ї. Жана-Марі бере до себе отець Баллє, якому Жан допомагає по господарству.

## Роки у семінарії

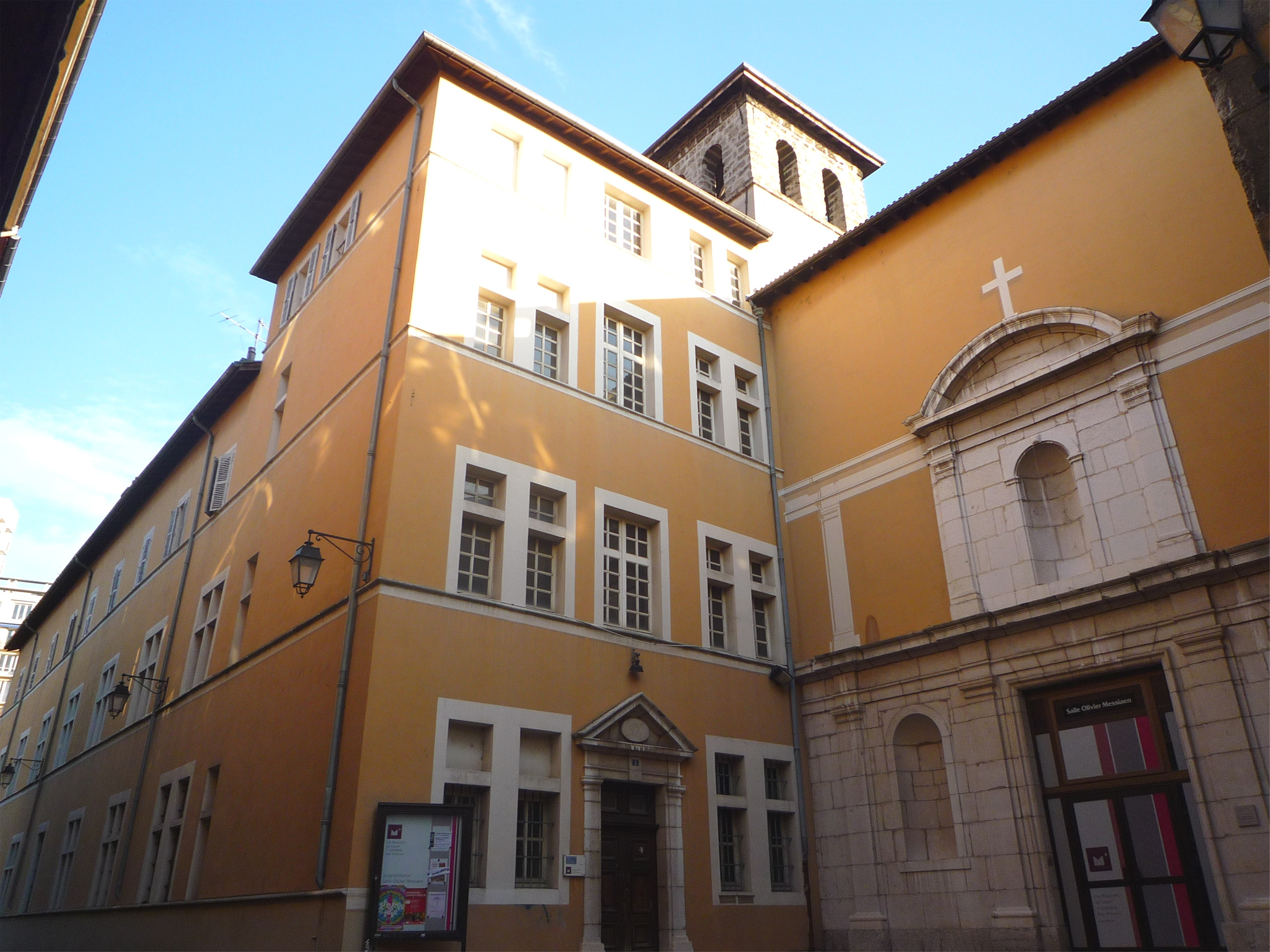
Конвент у Греноблі де Жан-Марі був рукоположений у священики

У 1811 році приймає постриг, а на наступний рік вступає до малої, нелегально відкритої семінарії у Веррієр. З огляду на труднощі та відмову батька брати участь у фінансуванні навчанням навчання Жана-Марі було скорочено і ще через рік у 1813 році він був переведений до великої семінарії св. Іринея у Ліоні. 23 червня 1815 року Віанней був рукоположений у священники в Греноблі і відправлений на додаткову підготовку отця Баллє у Екюллі. 

## Священик з Арсу
«Ти мені показав дорогу до Арсу, я тобі покажу дорогу до Неба». Після смерті отця Баллє у 1818 році Віанней був призначений капеланом каплиці села Арс, кількість жителів якого тоді становила 230 осіб та належала до парафії Мізер'є. У 1821 році громада була виділена у окрему парафію, а Жан-Марі став її священником. Арс належав до тих місць, де місцевий священник співпрацював із революційною владою, чим (як і в багатьох селах Франції) відштовхнув від релігійного життя сільську громаду. Після прибуття на нове місце Віаней розпорядився віддати меблі із свого помешкання, щоб воно не відрізнялось від помешкань його прихожан та став вести суворе аскетичне життя, звівши до мінімуму потреби у їжі і сні. Будучи сам вихідцем із сільської родини та звичний до сільської праці, Жан-Марі стає легко зрозумілим та доступним для своїх нових парафіян. У 1824 році кюре за благодійні кошти купує невеликий будинок, в якому відкриває безкоштовну школу для дівчаток під назвою «Дім провидіння», котра згодом стала і сиротинським притулком. Згодом, у 1849 році він відкриє подібну школу для хлопчиків.
Поступово парафія Арсу стала набувати загальної відомості через хвилю релігійного піднесення, а також чутки про чудеса і вкрай суворий аскетизм місцевого священника. Так почалась традиція паломництва до Арсу, яка набула особливого розмаху у 1830–1835 роки і тривала до кінця життя Віаннея.
Великий наплив паломників та відвідувачів змусили отця Віаннея просити єпархіальну владу про помічника, який прибув до Арсу в 1845 році. Новоприбулий отець Раймон за своїм характером значно відрізнявся від отця Віанея і швидко опинився у конфліктних відносинах із громадою та згодом і єпископом. Попри це Жан-Марі всіляко підтримував і захищав його, не зважаючи на досить критичне ставлення Раймона до духовного досвіду арської парафії і в першу чергу надприродних явищ які, як прийнято було вважати, тут відбувались.
У 1852 році місцевий єпископ з Беллі приїхав до Арсу, щоб нагородити Жана-Марі Віанея почесною мантією каноніка. Почуваючись ніяково в такій одежі та вважаючи себе не гідним такої відзнаки, він продав мантію за 50 франків. Через три роки в 1855 році на пропозицію ряду впливових осіб імператор Наполеон III нагородив Віаннея Орденом Почесного легіону, що він спочатку сприйняв як жарт. Оскільки для отримання ордену потрібно було заплатити внесок розміром у 20 франків кюре відповів, щоб імператор залишив орден у себе, бо «бідні не мають нічого, щоб його отримати». Тим не менше орден був доставлений Віанею, оскільки за нього таємно заплатив його помічник. 
Після приходу в єпархію Белеї нового єпископа у 1857 році кюре написав листа, в якому попросив звільнити його від обов'язків кюре через стан здоров'я та дозволити переїхати до родичів. Однак єпископ відповів, що в будь-якому іншому випадку без сумніву дав би такий дозвіл, але для отця Віанея сам Бог визначив місця бути «прибитому до сповідальні як до хреста». Відтак отець Віаней залишився в Арсі до самої смері 4 серпня 1859 року. За день до цього він продиктував своєму помічнику отцю Токіньї заповіт, в якому передавав своє майно на потреби церкви. Похорони, перед якими на лице кюре з Арсу було накладено воскову маску, відбудись у присутності 300 священиків та кількох тисяч віруючих.

## Подвижництво

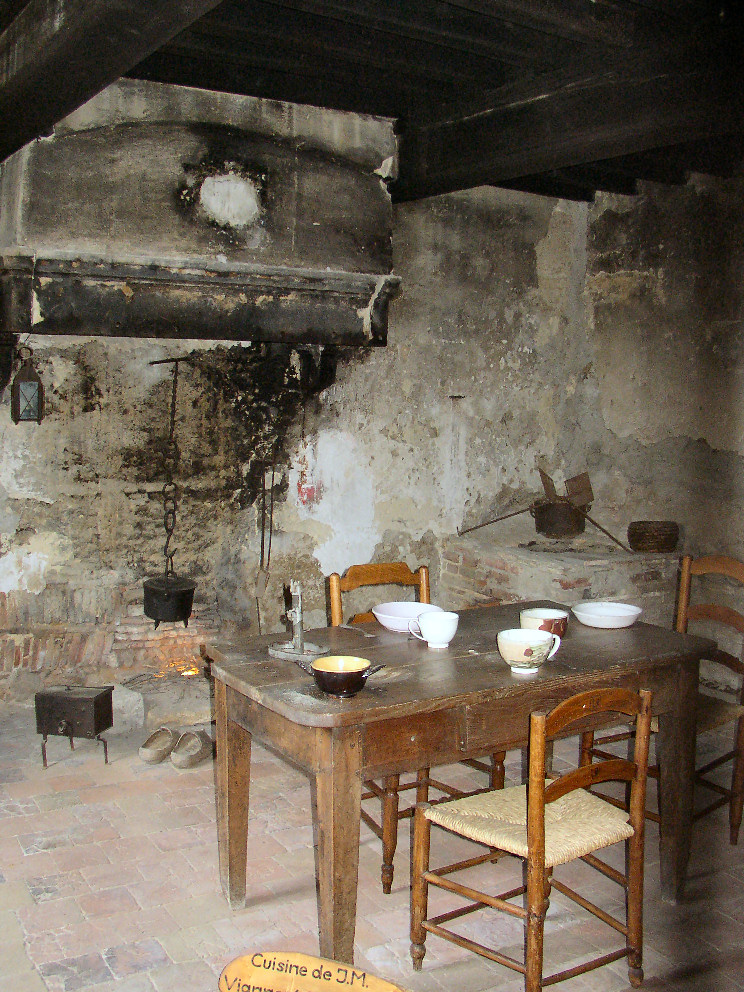
Кухня у домі Жана-Марі Віанея в Арсі

Вже з дитячих років Жан-Марі, що проводив більшу частину свого часу, допомагаючи батькам у господарстві, виявляє схильність до усамітнення та молитов, бавився у священника та влаштовував вівтарі. Під час свого побуту в Арсі, отець Віаней дуже гостро відчував свою велику відповідальність за душі ввірених йому парафіян та взяв на себе обов'язок спокутування їх гріхів. 
 «Боже мій, даруй моїй парафії покаяння; я згоден вистраждати все, що захочеш, протягом всього мого життя. Так, хоч сто років я терпітиму найгострішу біль, лиш би вони навернулись!» 
Згідно зі згадками очевидців харчувався кюре в основному лише невеликою кількістю картоплі, однією порцією якої йому, як правило, вистарчало на кілька днів. Інколи зранку випивав склянку молока. Відомий випадок, коли одна з жительок села побачила отця Віанея за їжею трави. Вважається, що приблизно з 1830 року він харчувався лише хлібом і сиром, а наприкінці життя став вживати невеликі кількості шоколаду, молока, м'яса та овочів. Замість матрацу на його ліжку були розстелені гілки, а замість подушки сіно. В молоді роки Віаней часто спав просто на кам'яній підлозі. Разом із тим його сон тривав дуже коротко, а часто серед його парафіян можна було зустріти думку, що він не спить взагалі. Наприкінці життя він став також коротко відпочивати після обіду. Відомо також, що арський пастир носив веретище, а його тіло було покрите кривавими ранами від самобичування.  
Ведучи дуже суворий особистий побут, кюре з Арсу тим не менше приділяв багато уваги облаштуванню храму і богослужінь та сам брав участь у необхідних для цього роботах. Разом із тим, фактично всі роки перебування в Арсі Жан-Марі глибоко переживав свою негідність бути парафіяльним священником. Кілька раз він робив спроби покинути свою парафію і у 1820 році навіть отримав попередню згоду на це єпархіальної влади. Кюре вважав, що своєю малоосвіченістю він наражає своїх християн Арсу на небезпеку і мріяв про усамітнене життя у контемпілятивному монастирі. 
Окремою сторінкою у подвижницькому житті Івана Віанея стали його терпіння через нападки заздрісників, коли діяльність кюре з Арсу стала набувати широкої відомості. Багато з навколишніх священників налаштовували своїх віруючих проти нього та застерігали від будь-яких контактів із ним, шукаючи будь-яких приводів для його дискредитації. Під час Липневої революції піднялась нова хвиля боротьби з церквою. Деякі мешканці Арсу намагались навіть вигнати священника із села. Двері його дому обливали помиями. На Великдень було навіть поширено чутку, ніби євхаристійний хліб отруєний. Одну жінку котра не мала чоловіка і народила дитину підмовили розповісти, що батьком дитини є Жан-Марі. Коли революційні події вляглись і почалась нова найбільша хвиля паломництв кюре доводилось проводити в сповідальні по 16 годин в день.

## Надприродні явища
З діяльністю Жана-Марі Віаннея в Арсі пов'язані  ряд надприродних явищ, відомості про які походять із слів як самого кюре, так і від багатьох сторонніх свідків. До них в першу чергу належать шість свідчень про спілкування Жана-Марі із Богородицею, всі вони були описані різними особами за різних життєвих ситуацій і свідчили, що таке спілкування було звичним явищем у житті отця Віаннея. 
До інших із них належать два випадки помноження пшениці. Один з яких стався в період 1828–1830 років, коли збідніли запаси зерна у «Домі Провидіння» та став предметом тривалих дискусій та спеціального розслідування. В іншому випадку відразу троє свідків підтвердили факт, що при випіканні хліба для «Дому Провидіння» його було отримано значно більше ніж це було можливо від вихідної кількості борошна.
Наступним надприродним явищем прийнято розглядати дар прозорливості, що проявлявся в основному під час сповідей та зустрічей з паломниками, коли кюре міг пригадати події з життя певних незнайомих йому людей, які самі вони вже не пам'ятали. Крім того було засвідчено кілька оздоровлень.
Багато з надприродних фактів оспорювались помічником Віаннея отцем Раймоном, який намагався надати їм природного пояснення.

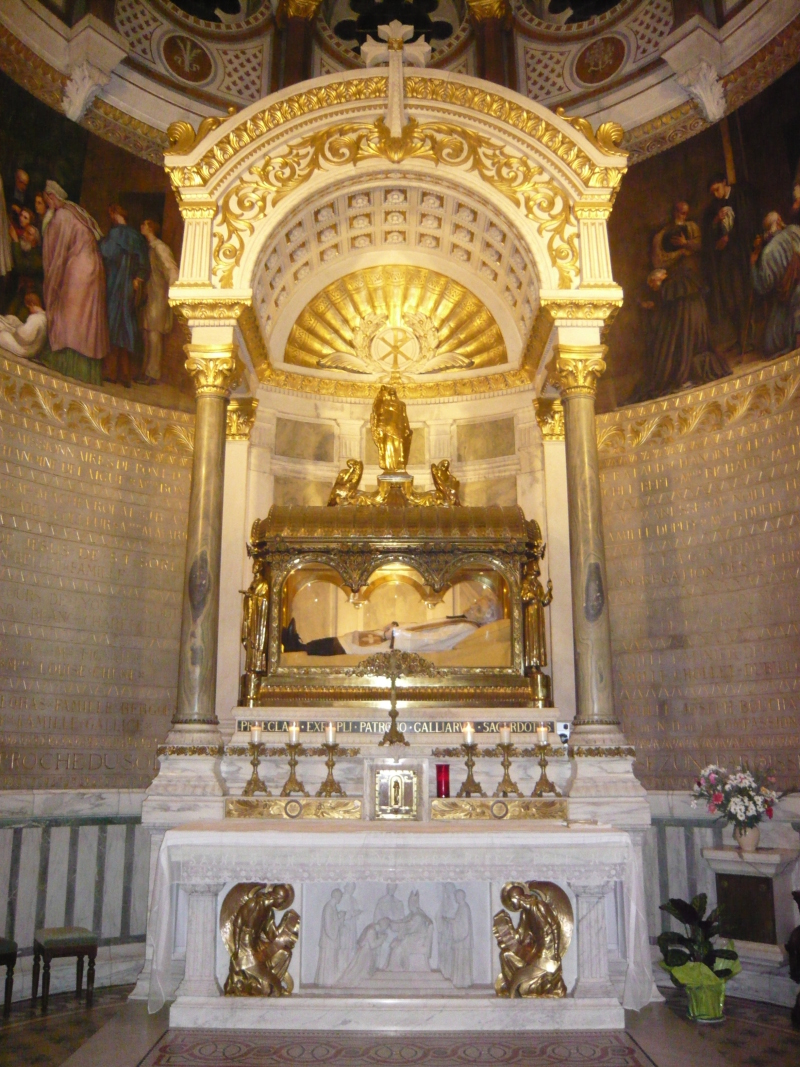
Нетлінне тіло Жана-Марі Віаннея на преслолі собору в Арсі

## Прославлення
У 1905 році Іван-Марія Віаней був беатифікований папою Пієм X із призначенням «покровителя всіх священників Франції»
У 1925 році був канонізований папою Пієм ХІ.
У 1929 році проголошений «покровителем всіх парафіяльних священників світу»
У 1959 році папа Іван ХХІІІ видав енцикліку присвячену Івану-Марії Віаннею «Sacerdotii nostri primordia».
У 1989 році папа Іван-Павло II відвідав Арс.
Сан Джованні Марія Віанней — титулярна церква в Римі.